# 奉祀
祠祭署奉祀為中國古代文官官職名，在清朝之位階約為從七品。奉祀主要配置於祠祭署，其職能為負責滿清歷代皇帝陵寢的祭祀事務，也為基層官員編制之一。1910年代，清朝滅亡後，該官職廢除。